# Planet With
Planet With (яп. プラネット・ウィズ Пуранэтто Видзу) — японская мультимедийная франшиза Сатоси Мидзуками. 28 апреля 2018 года Мидзуками запустил мангу в Young King OURs, а 8 июля 2018 года состоится премьера аниме-сериала J.C.Staff.

## Сюжет
Соя Курой проживает с большим кошачьим существом под именем Сэнсэй и счастливой служанкой по имени Гинко. Однажды в небе над Японией появляются странные плавающие существа, и обычное оружие бесполезно против них, пока семь мужчин и женщин не превратятся в мощное оружие и не уничтожат их. Соя оказывается в битве, сражаясь не против зверя, а против семи героев, а он становится невольной пешкой в межзвездной войне, которая пришла на Землю.

## Персонажи
Соя Курой (яп. 黒井 宗矢 Курой Со:я) — главный герой. Мальчик старшего школьного возраста с амнезией, который едва может вспомнить, что произошло с ним в прошлом. В конце концов он возвращает некоторые из своих воспоминаний и понимает, что члены Великого Паладина используют схожие силы тем, которые привели к разрушению его родной планеты. Бегущий кляп в том, что он не может есть мясо, либо намеренно Гинко, либо случайно другими.
Нодзоми Такамагахара (яп. 高天原 のぞみ Такамагахара Нодзоми) — представитель класса Сои и член Оккультного исследовательского клуба школы. Постоянно упоминается как «Очки» (Мегане-сан), потому что Соя не может запомнить ее настоящее имя.
Гинко Курой (яп. 黒井 銀子 Курой Гинко) — горничная, живущая с Соей, которая помогает своему сенсею.
Учитель (яп. 先生 Сэнсэй) — большая черная кошка, которая обычно говорит в мяуках, которую переводит Гинко. Выяснилось, что он был лидером П. Ф.Н (Пацифистская фракция небулянтов), который спас Сойю с планеты Сириус до ее уничтожения. Способный превратиться в маленький мех, который пилоты Сои проглотили. Сэнсэй также имеет космический корабль, который выглядит как его обычная форма, но в массовом масштабе.
Коганэ Сираиси (яп. 白石 こがね Сираиси Коганэ)

### Великий Паладин
Великий Паладин — организация, также известна как, У. Н. Б. А. С. О.О (Управление Национальной Безопасности Администрации Специального Отдела Обороны) Сама организация, создана для борьбы с туманностью. Участники организации могут летать в небе, не активируя умственные гигантские доспехи.
Хидэо Торай (яп. 虎居 英雄 Торай Хидэо) — бывший пожарный, который ушел, чтобы присоединиться к Великому Паладину
Миу Инаба (яп. 因幡 美羽 Инаба Мива) — молодая девушка, которая хочет доказать, что она такая же сильная, как ее друг Харуми. Участник Великого Паладина.
Харуми Кумасиро (яп. 熊代 晴海 Кумасиро Харуми) — молодая дзюдока и одноклассница Миу, которая хочет побаловать Миу. Участник Великого Паладина.
Сэйги Нэдзуя (яп. 根津屋 正義 Нэдзуя Сэйдзи) — выпускница средней школы Сои, которая иногда посещает Оккультный исследовательский клуб. Утверждает, что её имя (Сэйдзи) связано с тем, что её отец хотел, чтобы она была адвокатом, хотя на самом деле её семья — длинная линия пивоваров саке. Участник Великого Паладина.
Такаси Рюдзодзи (яп.  Рю:дзо:дзи Такаси) — лидер Великого Паладина и, возможно, их самый сильный член.
Такэдзо Рюдзодзи (яп.  Рю:дзо:дзи Такэдзо:) — отец Такаси и еще один член Великого Паладина.

## Производство
Shonengahosha впервые намекнул на проект 30 ноября 2017 года, когда они объявили, что Сатоси Мидзуками будет писать новую «крупномасштабную» научную фантастическую серию в апреле после того, как его нынешняя манга закончит издаваться. Серия была официально анонсирована 23 марта 2018 года. Мидзуками начал работу над серией за четыре года до этого и нарисовал 1074 страницы раскадровки для проекта, помимо написания манги и аниме.

## Медиа

### Манга
Сатоси Мидзуками запустил манга-версию рассказа в журнале Seinen manga журнала «Shonengahosha» Young King OURs 28 апреля 2018 года.

### Аниме
Режиссёр Ёхэй Судзуки, сценарист Сатоси Мидзуками, художник персонажей Кадзунори Ивакура. Музыку напишет Кёхэй Танака, звукорежиссёр Ёсикадзу Иванами. Производством аниме займётся студия J.C.Staff.
Минами будет исполнять песню «One Unit» в заставке, и Май Футигами исполнит закрывающую тему сериала. Премьера состоялась 8 июля 2018 года и будет транслироваться в Tokyo MX, MBS и BS11.

## Примечание
1. 1 2 3 4 5  Pineda, Rafael Antonio. Lucifer and Biscuit Hammer Creator's New Work is 'Planet With' Anime, Manga. Anime News Network (23 марта 2018). Дата обращения: 23 марта 2018. Архивировано 28 января 2021 года.
2. ↑  Hodgkins, Crystalyn. 'Planet With' Anime's Ad Previews Opening Theme, Reveals July 8 Premiere. Anime News Network (25 мая 2018). Дата обращения: 25 мая 2018. Архивировано 30 января 2021 года.